# Thập niên 740 TCN
Thập niên 740 TCN hay thập kỷ 740 TCN chỉ đến những năm từ 740 TCN đến 749 TCN.

## Sự kiện
748 TCN — Anticles của Messenia chiến thắng trong cuộc đua stadion tại Thế vận hội Olympic lần thứ tám .
747 TCN — Ngày 26 tháng 2 - Nabonassar trở thành vua của Babylon .
747 TCN - Meles trở thành vua của Lydia .
744 TCN - Piye bắt đầu cai trị ở các vùng của Ai Cập cổ đại.
745 TCN — Vương miện của Assyria bị chiếm bởi Pul , người lấy tên là Tiglath-Pileser III . 
745 TCN - Tấn Chiêu hầu phong đất Khúc Ốc cho chú là Thành Sư .
745 TCN - Cái chết trong truyền thuyết của Vua La Mã Titus Tatius ( Diarchy với Romulus ).
744 TCN — Xenocles của Messenia giành chiến thắng trong cuộc đua stadion tại Thế vận hội Olympic lần thứ chín.
743 TCN — Bắt đầu Chiến tranh Messenia lần thứ nhất .
740 TCN - Tiglath-Pileser III chinh phục thành phố Arpad ở Syria sau hai năm  bao vây.
740 TCN — Bắt đầu triều đại Judah của Ahaz .
740 TCN — Dotades của Messenia giành chiến thắng trong cuộc đua stadion tại Thế vận hội Olympic lần thứ mười.

## Sinh
~744 TCN: Tống Trang công

## Mất
749 TCN: Sallum (Israel) , Sái Đái hầu
748 TCN: Tống Vũ công
746 TCN: Tấn Văn hầu
, Zechariah
744 TCN: Trịnh Vũ công
741 TCN: Sở Lệ vương
740 TCN: Titus Tatius , Azariah